# Hydrazin
Hydrazin är en färglös, rykande, hygroskopisk vätska med ammoniaklukt med molekylformeln N2H4. Den är blandbar med vatten i alla proportioner. Ämnet är basiskt (pKa för korresponderande syra är 9,2) och bildar lätt salter.
Hydrazin framställs kommersiellt genom oxidation av ammoniak med natriumhypoklorit.
Hydrazin är mycket energirikt (ΔHf0 12,1 kcal/mol) och används som bränsle i rymdraketer. Ren hydrazin kan självantända, varför den ofta tillhandahålls som monohydrat eller i saltform.
Ämnet är cancerframkallande och mycket giftigt.
Hydrazin är reducerande och kan därför användas som korrosionsinhibitor i stora hetvattensystem. Stora mängder används till framställning av färger, mediciner och bekämpningsmedel.

## Raketbränsle
Hydrazin används i stor utsträckning som enkomponentsbränsle i rymdraketer på grund av sin höga specifika impuls.
Andra varianter av hydrazin som används för raketbränsle är monometylhydrazin (CH3NHNH2) även kallat MMH och asymmetrisk 1,1-dimetylhydrazin ([CH3]2NNH2) även kallat UDMH. Dessa används då tillsammans med dikvävetetroxid (N2O4) som oxideringsmedel och är alltså tvåkomponentsbränslen.
På grund av hydrazinets cancerframkallande egenskaper är hanteringen problematisk både före, under och efter raketstarten. Forskning pågår dock för att hitta en ersättning.